# Berta Strömberg
Berta Sofia Augusta Strömberg, född 10 januari 1863 i Kristianstad, död 26 juni 1944 i Stockholm, var en svensk tecknare.
Hon var dotter till häradshövdingen Magnus Theodor Strömberg och Paulina Sofia Elliot. Strömberg studerade vid Konstnärsförbundets skola i Stockholm 1905–1908 samt under en vistelse i Paris i början av 1910-talet. Under 1920-talet utförde hon några illustrationer för Barnbiblioteket Saga bland annat Hugo Valentins saga. Berta Strömberg är begravd på Solna kyrkogård.